# Ceratina azteca
Ceratina azteca är en biart som beskrevs av Cresson 1878. Ceratina azteca ingår i släktet märgbin, och familjen långtungebin. Inga underarter finns listade i Catalogue of Life.